# Witold Oleszczak
Witold Oleszczak, ps. Wicek, Kret (ur. 18 kwietnia 1910 w Łodzi, zm. 23 czerwca 1968 w Zakopanem) – polski działacz ruchu ludowego, poseł na Sejm Ustawodawczy (1947–1952). 

## Życiorys
Ukończył Gimnazjum Mikołaja Kopernika w Łodzi, po czym studiował prawo na Uniwersytecie Warszawskim, którego nie ukończył. Od 1935 pełnił obowiązki kierownika Kasy Oszczędnościowo-Pożyczkowej Związku Pracowników Skarbowych w Łodzi. 
W latach 1940–1945 przebywał na terenie powiatu Brzeziny, a od 1942 był zastępcą komendanta okręgu Batalionów Chłopskich. W lipcu 1943 znalazł się wśród zamachowców na komendanta urzędu pracy Rzeszy w Jeżowie. 
Od 1945 działał w ZMW „Wici”. na Dolnym Śląsku (m.in. w Legnicy). W 1946 przystąpił do PSL „Nowe Wyzwolenie”, działał w Głównym Komitecie Wykonawczym i Radzie Naczelnej, był prezesem partii we Wrocławskiem. W 1947 uzyskał mandat posła na Sejm Ustawodawczy, w listopadzie 1947 przeszedł do Stronnictwa Ludowego. W 1949 znalazł się wśród członków ZSL, działał w Towarzystwie Przyjaźni Polsko-Radzieckiej. W latach 50. i 60. pracował jako propagandzista ZSL (m.in. zastępca szefa prop-wydziału partii, organizował prelekcje i pogadanki radiowe, pisywał do biuletynów oraz prasy ludowej). W 1961 ukończył studia w Szkole Głównej Służby Zagranicznej. 
Został pochowany na cmentarzu Wojskowym na Powązkach (kwatera A32-3-5).

## Ordery i odznaczenia
- Order Krzyża Grunwaldu III klasy (13 września 1946)[3]
- Krzyż Kawalerski Orderu Odrodzenia Polski